# Чентенаро Кастело (Пјаченца)
Чентенаро Кастело је насеље у Италији у округу Пјаченца, региону Емилија-Ромања.
Према процени из 2011. у насељу је живело 10 становника. Насеље се налази на надморској висини од 700 м.